# Paul Lemagny

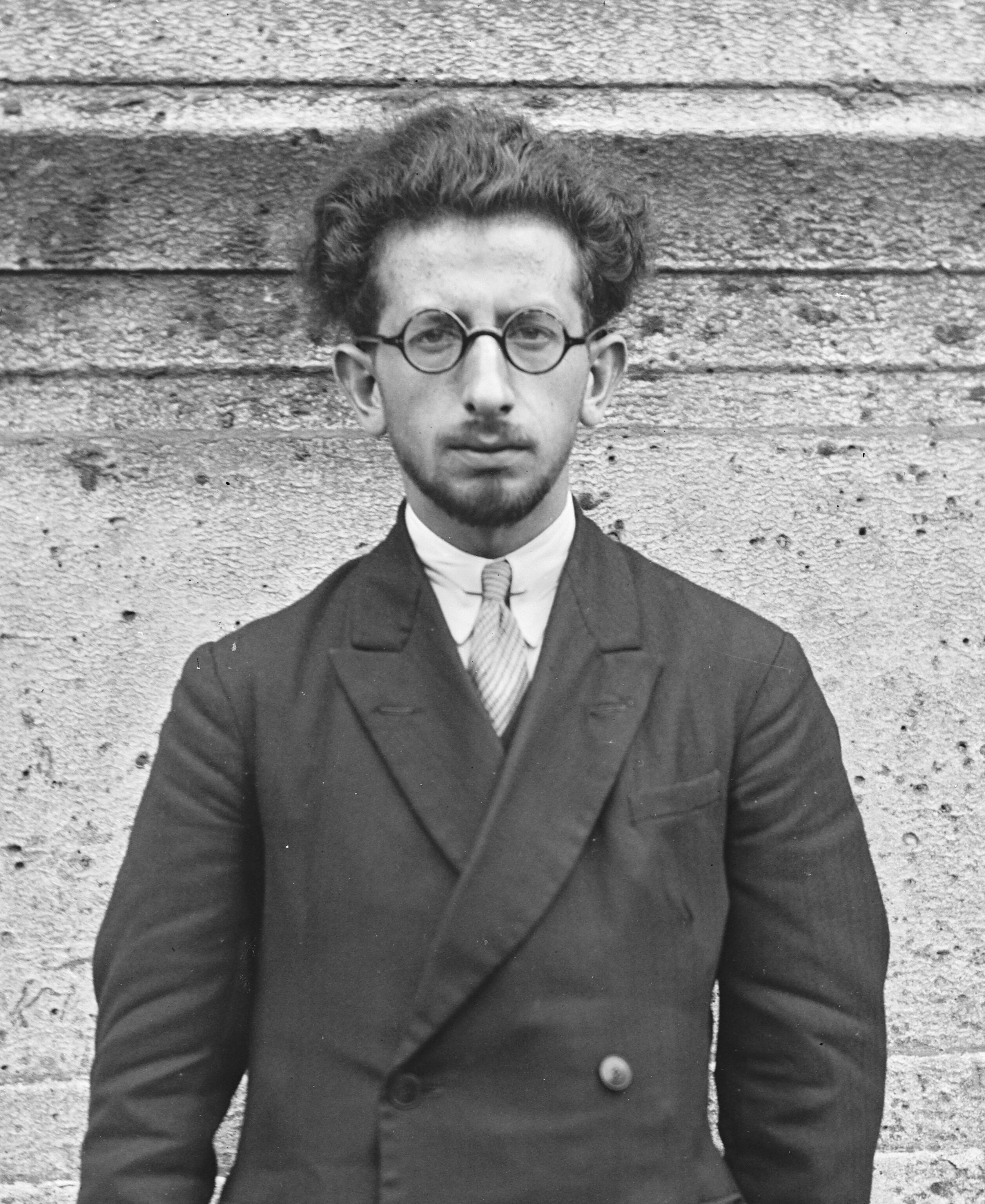
Paul Lemagny, en una fotografía de 1928.

Paul Pierre Lemagny (Dainville-Bertheléville, región de Mosa (Lorena), 11 de febrero de 1905 - Versalles, 18 de julio de 1977) fue un pintor, grabador y diseñador francés que evolucionó del gusto art decó a una figuración con toques surrealistas y terminó experimentando con el arte abstracto. Artista reconocido en la época, ganador del Prix de Rome de grabado en 1934, miembro de la Academia de Bellas Artes de Francia y condecorado por su labor protectora de monumentos en la Segunda Guerra Mundial, actualmente su recuerdo parece haberse desvanecido.

## Vida y carrera
Hijo de un guarda forestal, Paul Lemagny nace en una aldea del departamento de Mosa (Lorena), el 11 de febrero de 1905. Tras vivir la I Guerra Mundial en Amiens, en 1918-24 está de vuelta en Mosa, estudiando con buenas notas. Le interesan la Historia y la Filosofía, pero animado por un profesor de Dibujo decide formarse como artista. 
Estudia Bellas Artes durante un año en Valenciennes, aprendiendo a grabar a buril y al aguafuerte; y en 1925 se muda a París, donde con una beca prosigue su aprendizaje. Su meta es ganar un premio que le permita viajar a Roma, un sueño que hará realidad casi una década después. 
En 1928 obtiene el segundo galardón del Prix de Rome en la especialidad de grabado con la estampa de desnudo femenino Salambó , inspirada en una novela de Gustave Flaubert, donde plasma (de manera bastante laxa y fantasiosa) a la protagonista, una beldad cartaginesa, con el gusto art decó entonces en boga. El cuerpo de calidad escultórica que baila ante la gran serpiente en un ambiente sofisticado y decadente se puede considerar un paradigma de los locos años 20 y guarda clarísimas afinidades con el estilo y temas de Tamara de Lempicka.
En esos años Lemagny hace tareas menores preparando matrices para otros artistas: barniza algunas para Jean-Louis Forain y retoca otras diseñadas por Georges Rouault y Marc Chagall para libros de lujo. En 1930 desposa a Léonie Leloup, con quien tendrá tres hijos; uno de ellos (Jean-Claude) será conservador de fotografías en la Biblioteca Nacional de Francia en París. 
En 1934 Paul Lemagny logra el ansiado primer premio del Prix de Rome con el grabado a buril Orestes perseguido por las Furias , gracias al cual se alojará en la Villa Médicis durante el periodo 1935-38 y encarrilará su carrera. Es una composición cuajada de desnudos menos ornamental que Salambó, aunque muy meditada y no exenta de erotismo mezclado con drama: Orestes acude despavorido ante Palas Atenea, perseguido por las Erinias pues ha matado al amante de su madre en venganza por el asesinato de su padre Agamenón. 
Ya de vuelta en Francia, a los 33 años de edad Lemagny es nombrado profesor de la Escuela de Bellas Artes de París. Es alistado durante la II Guerra Mundial y acomete una misión tan pintoresca como importante: forma parte de una compañía que camufla monumentos para ocultarlos a la aviación enemiga. Por este cometido fue condecorado con la Croix de Guerre 1939-1945. 
Tras la guerra arranca la segunda etapa creativa de Lemagny: como ilustrador. Producirá más de 700 planchas a buril para más de 28 ediciones de Edgar Allan Poe, Baudelaire, Michel de Montaigne... También en el periodo 1940-58 diseña más de 200 maquetas para sellos de correos ; uno con el retrato de Madame Récamier es premiado en 1950. Son años de consagración para el artista, pues en 1949 se convierte en el miembro más joven de la Academia de Bellas Artes de Francia. 
Su arte en estos años adopta rasgos surrealistas, y acomete tanto pequeñas estampas como grandes murales en relieve. Decora la sede de la Cámara de Comercio de Le Havre con una inquietante y fantasiosa escena submarina en blanco y negro de 200 metros cuadrados, poblada de sirenas, medusas y monstruos, a la que siguen otros murales en centros educativos de Rennes, Versalles... 
En 1956 Lemagny graba su obra posiblemente más conocida: un retrato de Pablo Picasso  para el libro de Jean Cocteau Témoignage (Testimonio), donde de manera novedosa reduce la efigie de perfil a unas líneas esquemáticas. 
Unos problemas de salud obligan a Lemagny a reducir su actividad, momento en que se replantea su rumbo creativo; al recuperarse deja de grabar y emprende una sorpresiva evolución hacia la abstracción. Crea cientos de bocetos a tinta china sobre papel japón bajo influencia oriental, que aún hoy apenas son conocidos. 
Siguió dando clases hasta 1972, lo que le ayudó a mantenerse al tanto del nuevo arte que iba surgiendo; decía que los alumnos le aportaban más de lo que él podía darles.
Paul Lemagny falleció en Versalles el 18 de julio de 1977.

## Ediciones ilustradas
- Regain de Jean Giono, edición Les Cent Bibliophiles, 1947
- Les Fleurs du Mal de Baudelaire, edición Les Bibliolâtres de France, 1949
- Fermina Márquez, Valery Larbaud, ediciones André Sauret, 1950 (serie del Grand prix des Meilleurs romans du demi-siècle)
- Essais, Livre 1, de Michel de Montaigne, con un retrato grabado a buril del autor; Les Bibliolâtres de France, 1953
- Le Chant du monde de Giono, ediciones La Tradition, 1954
- Les Histoires extraordinaires de Edgar Poe, edición Les Bibliolâtres de France, 1955